# Hércules 56
Hércules 56 é um filme documentário brasileiro de 2006, dirigido por Sílvio Da-Rin. O nome do filme se refere à matrícula do avião militar que transportou para o exílio os presos políticos trocados pelo embaixador norte-americano Charles Burke Elbrick, sequestrado por organizações de extrema-esquerda em setembro de 1969, durante a ditadura militar brasileira.

## Sinopse
Em 4 de setembro de 1969, durante o governo da Junta Militar no Brasil, integrantes da Aliança Libertadora Nacional (ALN) e do Movimento Revolucionário 8 de Outubro (MR8) sequestraram no Rio de Janeiro o embaixador dos Estados Unidos, Charles Elbrick, em troca da libertação de 15 presos políticos do regime. Os presos libertados foram levados para o México num avião da FAB, o Hércules 56.
De maneira a relembrar o episódio, o documentário reúne quase 40 anos depois alguns dos sobreviventes da ação, para discutir a luta armada da época, causas e consequências, e promove o encontro, num mesmo debate e ambiente, de cinco integrantes das organizações responsáveis pelo sequestro.

## Produção
Além das imagens atuais com o depoimento dos sobreviventes, o documentário conta com imagens de arquivo da época, além de material inédito de agências de notícias dos Estados Unidos, Cuba, França e México.
Do debate realizado entre os ex-integrantes da ação, participam Cláudio Torres, Daniel Aarão Reis e Franklin Martins, na época do MR8, e Manoel Cyrillo e Paulo de Tarso Venceslau, os dois únicos sobreviventes da ALN que participaram do sequestro. Além deles, imagens e declarações dos outros participantes do episódio, já falecidos, como Luís Travassos, Onofre Pinto, Rolando Frati, João Leonardo Rocha, Ivens Marchetti e Gregório Bezerra, também são mostradas em imagens de arquivo.

## Personagens
Os principais personagens do filme são os sobreviventes do grupo: Agonalto Pacheco, Flávio Tavares, José Dirceu, José Ibrahim, Maria Augusta Carneiro, Mário Zanconato, Ricardo Villas Boas, Ricardo Zarattini e Vladimir Palmeira. Em entrevistas individuais, eles falam da situação da época, de sua atuação política, prisão, libertação e exílio. Os já falecidos aparecem em material de arquivo.